# Kehlsteinstraße
Kehlsteinstraße – szosa wysokogórska w Niemczech, łącząca wieś Obersalzberg ze szczytem Kehlstein (1834 metry n.p.m.) w Alpach Berchtesgadeńskich.
Szosa zbudowana w latach 1937–1939 liczy 6,5 kilometra długości (przewyższenie – 700 metrów, szerokość – 4 metry) i uchodzi za jedną z najbardziej malowniczych w całych Niemczech. Zbudowana została jako droga dojazdu dla Adolfa Hitlera do jego herbaciarni zlokalizowanej na szczycie Kehlsteinu. Jest bardzo wąska i kręta, pełna serpentyn. Przez znaczną część roku jest nieprzejezdna i zamknięta dla ruchu z powodu zwałów śniegu, które na niej zalegają. Od maja do października możliwy jest nią dojazd autobusem z Hintereck. Kończy się parkingiem na poziomie 1710 metrów n.p.m., skąd na szczyt wyjeżdża się windą (szyb mierzy 124 metry wysokości). Na wierzchołku stoi herbaciarnia, a widoki z jej okolic uchodzą za niezwykle malownicze i rozległe – szczególnie dobrze prezentuje się masyw Hoher Göll (2522 metry n.p.m.). Szosa posiada pięć tuneli o łącznej długości 277 metrów. Budowa trwała około 13 miesięcy.